# دایشیرو مییازاکی
دایشیرو مییازاکی (انگلیسی: Daishiro Miyazaki؛ زادهٔ ۲۱ آوریل ۱۹۸۳) بازیکن فوتبال اهل ژاپن است.